# Fogasnyakúlapbogár-félék
A Fogasnyakúlapbogár-félék (Silvanidae) a rovarok (Insecta) osztályában a bogarak (Coleoptera) rendjébe, azon belül a mindenevő bogarak (Polyphaga) alrendjébe tartozó család.

## Elterjedésük
A családnak a Földön nagyjából 400 faja ismert. Magyarországon 11 faj fordul elő.

## Megjelenésük, felépítésük
Apró termetű (2,3—4,5 mm), sárga, barna vagy vöröses színezetű bogarak; testük karcsú, megnyúlt, erősen lapított. Szemük erősen kidülledő, csápjuk 11 ízű, a vége felé vastagodó vagy utolsó 3 íze bunkót alkot. Előhátuk keskenyebb, mint a szárnyfedők együttes szélessége; oldalpereme éles, és egy vagy több fogacskát visel, hátrafelé általában elszűkül. Szárnyfedőjük pontsorokat visel. Lábaik rövidek, lábfejképletük 4-4-4.

## Életmódjuk, élőhelyük
Bomló növényi anyagok vagy fák leváló kérge alatt élnek. Egyes fajok kozmopolita raktári kártevők.

## Magyarországon előforduló genuszok és fajok
BRONTINAE Erichson, 1845
Cryptamorpha Wollaston, 1854
Cryptamorpha desjardinsii (Guérin-Ménéville, 1944) – kantáros fogasnyakú-lapbogár
Psammoecus Latreille, 1829
Psammoecus bipunctatus (Fabricius, 1792) – kétpettyes fogasnyakú-lapbogár
Uleiota Latreille, 1796
Uleiota planatus (Linnaeus, 1760) – hosszúcsápú fogasnyakú-lapbogár
SILVANINAE Kirby, 1837
Ahasverus Gozis, 1881
Ahasverus advena (Waltl, 1834) – alomlakó fogasnyakú-lapbogár
Airaphilus L. Redtenbacher, 1858
Airaphilus elongatus (Gyllenhal, 1813) – hosszúkás fogasnyakú-lapbogár
Monanus Sharp, 1879
Monanus concinnulus Walker, 1858 – háromfoltos fogasnyakú-lapbogár
Oryzaephilus Ganglbauer, 1899
Oryzaephilus mercator (Fauvel, 1889) – kalmár fogasnyakú-lapbogár
Oryzaephilus surinamensis (Linnaeus, 1758) – zsizsikfaló fogasnyakú-lapbogár
Silvanoprus Reitter, 1911
Silvanoprus fagi (Guérin-Ménéville, 1844) – zömök fogasnyakú-lapbogár
Silvanus Latreille, 1807
Silvanus bidentatus (Fabricius, 1792) – kétfogú fogasnyakú-lapbogár
Silvanus unidentatus (Olivier, 1790) – rozsdás fogasnyakú-lapbogár

## Képek

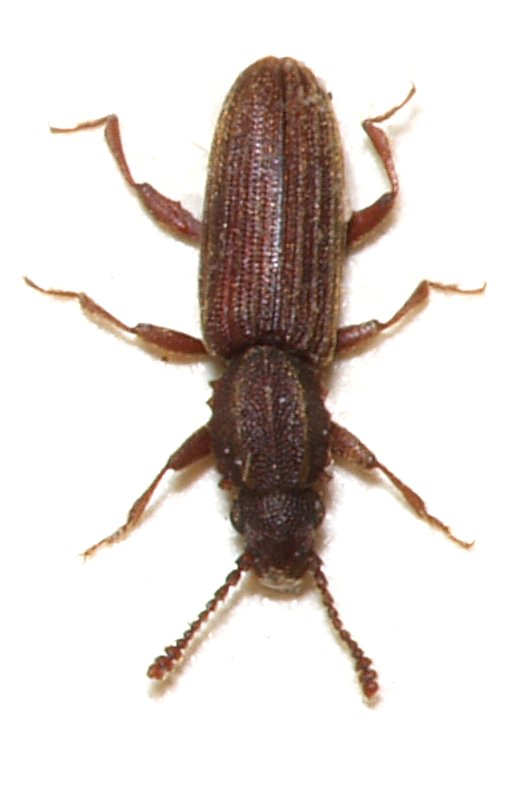
Kalmár fogasnyakú-lapbogár (Oryzaephilus mercator)
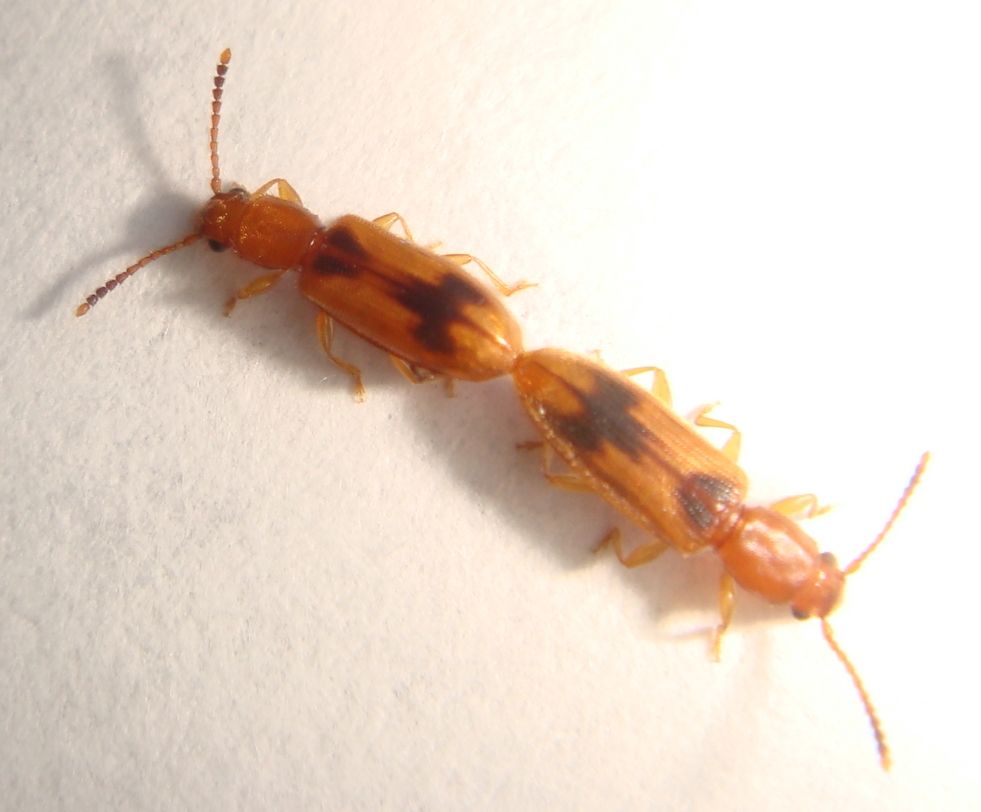
Kantáros fogasnyakú-lapbogár (Cryptamorpha desjardinsii )

## Fordítás
- Ez a szócikk részben vagy egészben  a   Skogflatbiller című norvég Wikipédia-szócikk fordításán alapul.  Az eredeti cikk szerkesztőit annak laptörténete sorolja fel. Ez a jelzés csupán a megfogalmazás eredetét és a szerzői jogokat jelzi, nem szolgál a cikkben szereplő információk forrásmegjelöléseként.